# Дочка богів
«Дочка́ богів» (англ. A Daughter of the Gods) — американський чорно-білий німий фільм 1916 року, знятий в жанрі фентезійна драма.

## Сюжет
Султан погоджується допомогти злій відьмі знищити таємничу молоду морську діву в обмін на обіцянку воскресити його сина з мертвих.

## У ролях
- Аннет Келлерман — Енайша, морська діва, дочка богів
- Вільям Шей —  принц Омар
- Хел Де Форрест [en] —  Султан
- Марсель Хонтабат —  Кліона
- Вайолет Хорнер —  Зарра
- Джейн Лі [en] —  принц Омар в дитинстві
- Стюарт Холмс —   мавританський купець
- Кетрін Лі —  Нідія
- Рікка Аллен [en] —  Зла відьма
- Міллі Лістон —  мати Зарра
- Генрієтта Гілберт —  Фея добра
- Волтер Джеймс [en] —  старший євнух
- Волтер Макколоф —  начальник варти Султана
- Марк Прайс —  работоргівець
- Луїза Ріал —  його дружина
- Едвард Борінг —  арабський шейх
- Барбара Каслтон [en] —  епізод

## Про фільм
Фільм був знятий заснованою напередодні (1 лютого 1915 року) компанією Fox Film Corporation, яка до 1935 році перетворилася у всесвітньо відому 20th Century Fox. Прем'єра стрічки відбулася в Сполучених Штатах Америки 17 жовтня 1916 року.
При створенні «Доньки богів» Герберта Бренона безсумнівно надихала п'єса «Милість богів» (The Darling of the Gods), написана в 1902 році Девідом Біласко і Джоном Лонгом. Схожі назви, збігається основна сюжетна лінія творів — нагорода за порятунок дитини — хоча дію перенесено з феодальної Японії у вигадане підводне королівство на зразок Атлантиди. Також Бренон акцентував увагу на підводних зйомках і оголеному тілі головної героїні, щоб уникнути звинувачень у плагіаті і, як наслідок, судового переслідування.
Тривалість фільму була 180 хвилин, що абсолютно нехарактерно для кінематографа того часу: більшість стрічок 1910-х років мали тривалість 5-30 хвилин.
Знята картина була у Кінгстоні на Ямайці з січня по серпень 1916 року. Для її створення була побудована велика кількість декорацій, а також у величезну суму встали інші витрати. Наприклад, для нормальної роботи довелося знищити москітів в районі зйомок, які просто не дали б акторам зосередитися на грі, особливо головній героїні, яка у багатьох епізодах знімалася абсолютно голою. Що стосується декорацій, то для їх створення (зокрема, споруди «мавританського міста») було куплено 400 м3 штукатурки, 79 м3 цементу, 5000 м3 деревини, 10 тонн паперу. Зйомки тривали вісім місяців. Всього у створенні фільму брали участь близько 20 000 чоловік, а однієї лише кіноплівки пішло 67 000 метрів.
У результаті, бюджет картини склав величезну по тим часам суму в один мільйон доларів (понад 24,5 млн доларів в цінах 2018 року). Глава Fox Film Corporation, Вільям Фокс, розлютився, коли дізнався, у скільки обійшовся цей фільм, і навіть прибрав ім'я Герберта Бренона (режисера і сценариста стрічки) з титрів. Однак у підсумку фільм себе окупив, зібравши в прокаті 1,39 млн доларів, а Бренон судовим порядком відновив своє ім'я в титрах. Вважається, що «Донька богів» — це перший американський фільм, який здолав планку вартості створення в один мільйон доларів.
Фільм викликав широкий резонанс, адже виконавиця головної ролі, Аннет Келлерман, у декількох сценах була показана абсолютно голою. Незважаючи на те, що в цих епізодах найінтимніші частини тіла актриси були прикриті її довгим волоссям, ці сцени вважаються першими в історії кінематографа, де головна героїня фільму знялася повністю оголеною.
Музику до фільму написав композитор Роберт Худ Бауерс, при кожному показі в кожному кінотеатрі її виконував оркестр (адже стрічка, як було сказано вище, була німа).
Нині фільм вважається загубленим, хоча збереглися декілька кадрів з нього і рекламних фотографій.

## Кадри з фільму

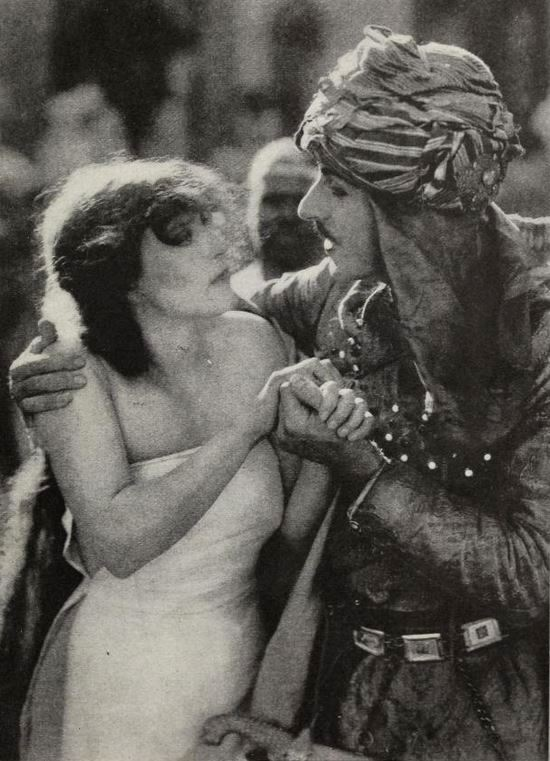
Аннет Келлерман і Стюарт Холмс
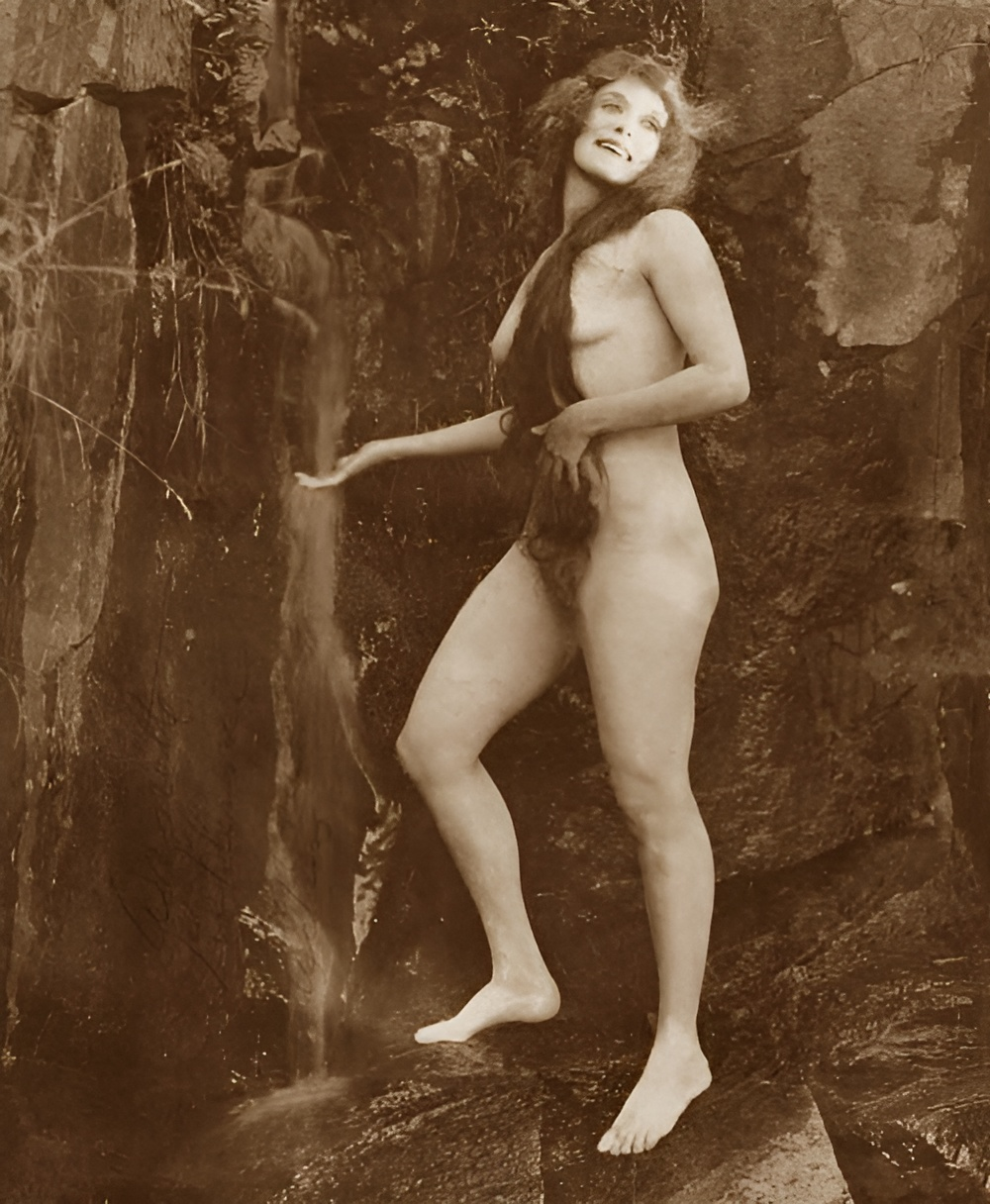
Аннет Келлерман: ті самі кадри...
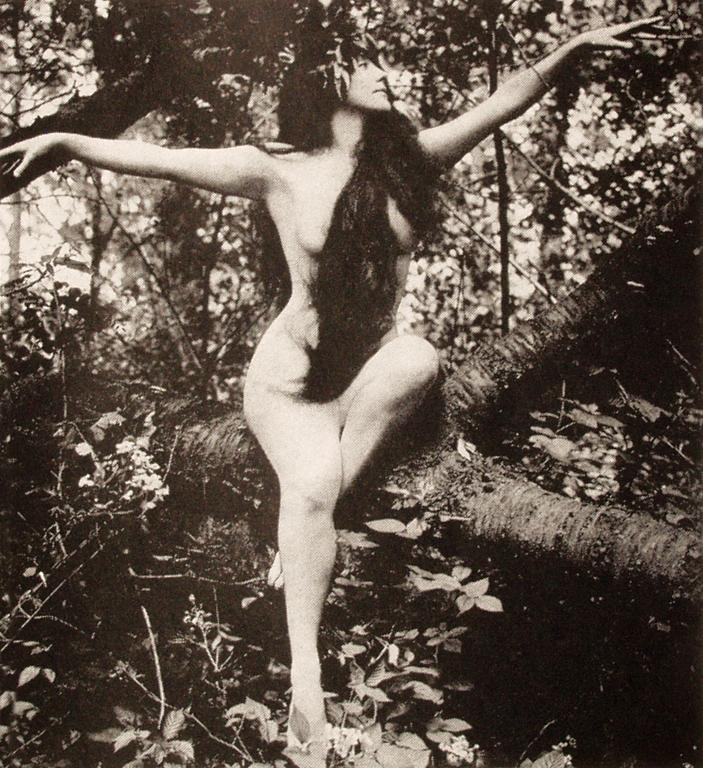
...що викликали широкий громадський резонанс.